# Легіслатура штату Міннесота
Легіслатура штату Міннесота — двопалатний законодавчий орган американського штату Міннесота, який складається із Сенату (верхня палата) та Палати представників (нижня палата). Сенатори обираються в 67 одномандатних сенатських виборчих округах. Через те, що зміна меж виборчих округів відбувається рівно через кожні десять років, сенатори протягом одного десятиліття обираються на один дворічний термін і на два чотирирічних. У роки, які закінчується на «0», сенаторів обирають на дворічні терміни, а в роки, які закінчуються на «2» або «6», їх обирають на чотирирічні терміни. Представники обираються на дворічні терміни в 134 одномандатних представницьких округах, які утворюються поділом навпіл кожного сенатського виборчого округу.
Кожна з палат легіслатури засідає між січнем і «першим понеділком після третьої суботи травня» кожного року, тобто кожна законодавча сесія триває не більше 120 днів. Засідання відбуваються в будівлі Капітолія штату Міннесота в столиці штату, місті Сент-Пол.

## Історія
На початку історії штату Міннесота легіслатура мала прямий контроль над міськими радами й керувала роботою муніципальних урядів по всьому штату. В ранній період багато законів писались під конкретні міста. Цю практику визнали незаконною в 1881 році, хоча спроби це робити тривали. В 1896 році до Конституції штату Міннесота внесли зміни, які надавали міським урядам незалежність від легіслатури.
У 1913 році Легіслатура штату Міннесота почала обиратись на непартійній основі, однак обрані депутати все одно й далі збиралися у групи «лібералів» і «консерваторів». У 1974 році Палата представників повернулась до виборів на партійній основі, а в 1976 році те саме зробив і Сенат.
Після ратифікації Дев'ятнадцятої поправки до Конституції США в 1920 році, жінок почали обирати до Легіслатури штату Міннесота. В 1922 році Мабет Хьорд Пейдж, Ханна Кемпфер, Сью Метцгер Дікі Хью та Міртл Кейн стали першими жінками, обраними до законодавчого органу штату.
У 1984 році легіслатура вирішила прибрати з усіх законів штату всі займенники, які вказували на певну стать (gender-specific pronouns). Після двох років роботи переписані закони ухвалили. Лише 301 з близько 20 000 займенників був жіночого роду. Слово «його» замінили близько 10 000 разів, а слово «він» близько 6000 разів.

## Галерея

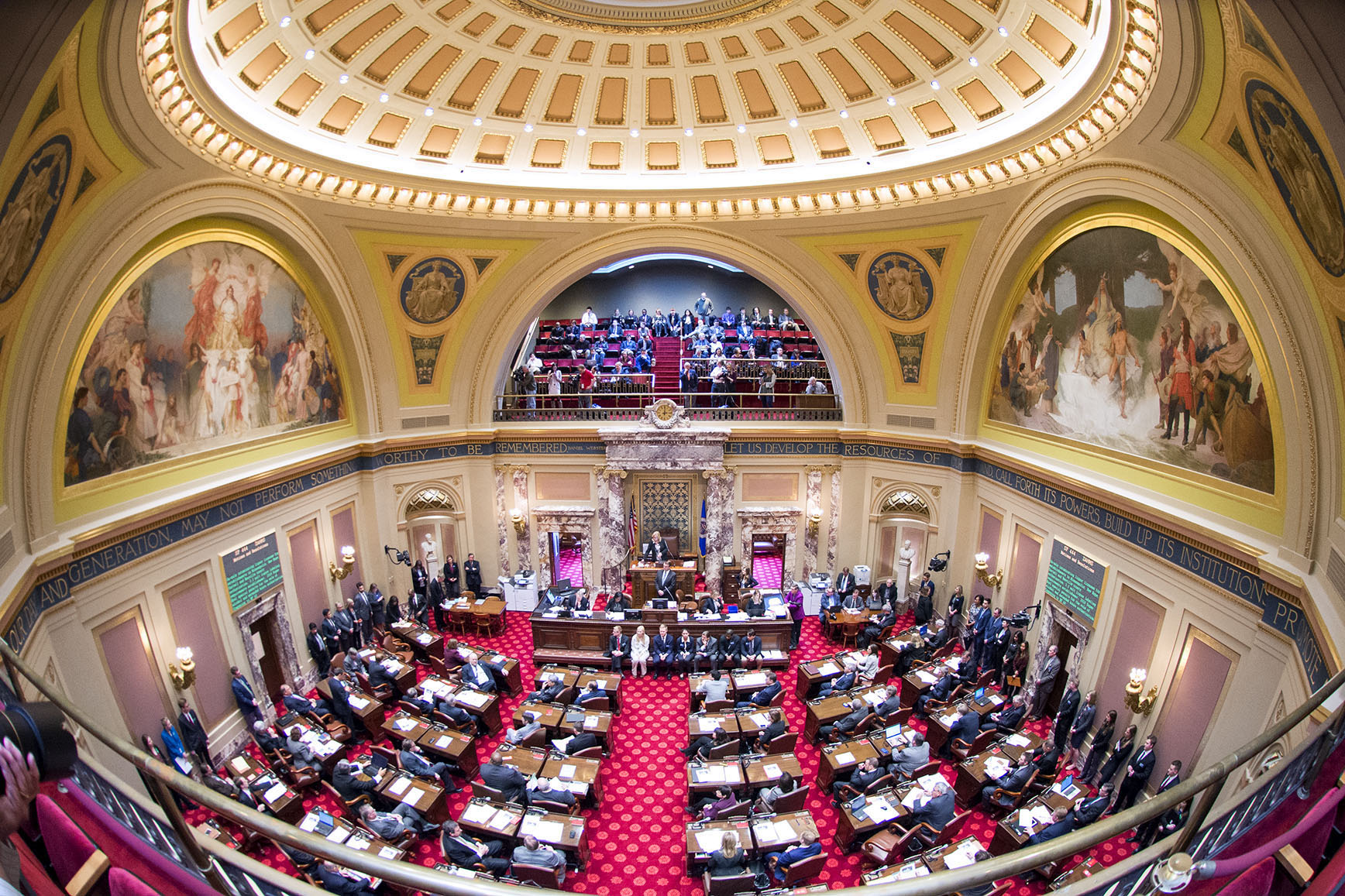
Зала засідань Сенату
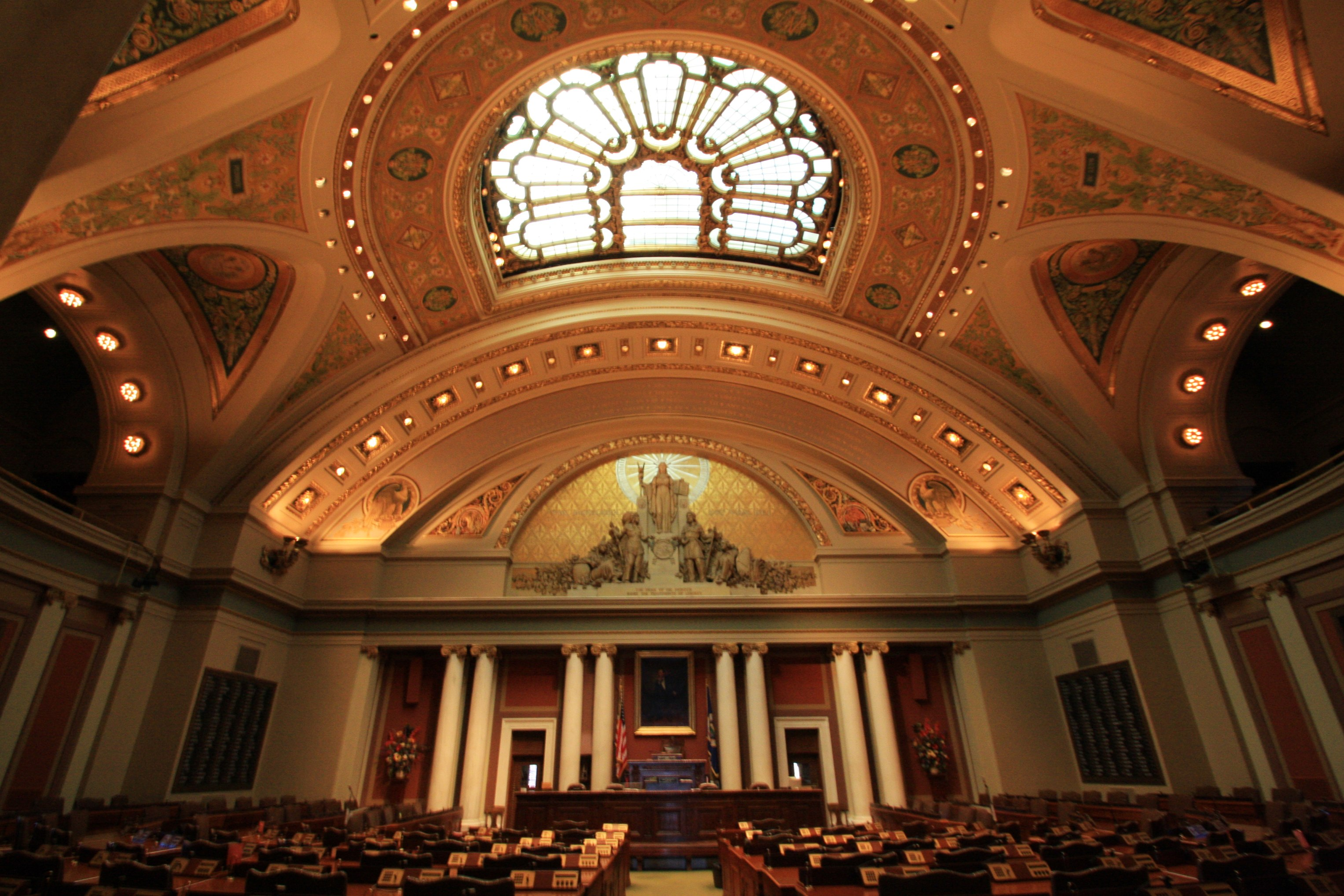
Зала засідань Палати представників
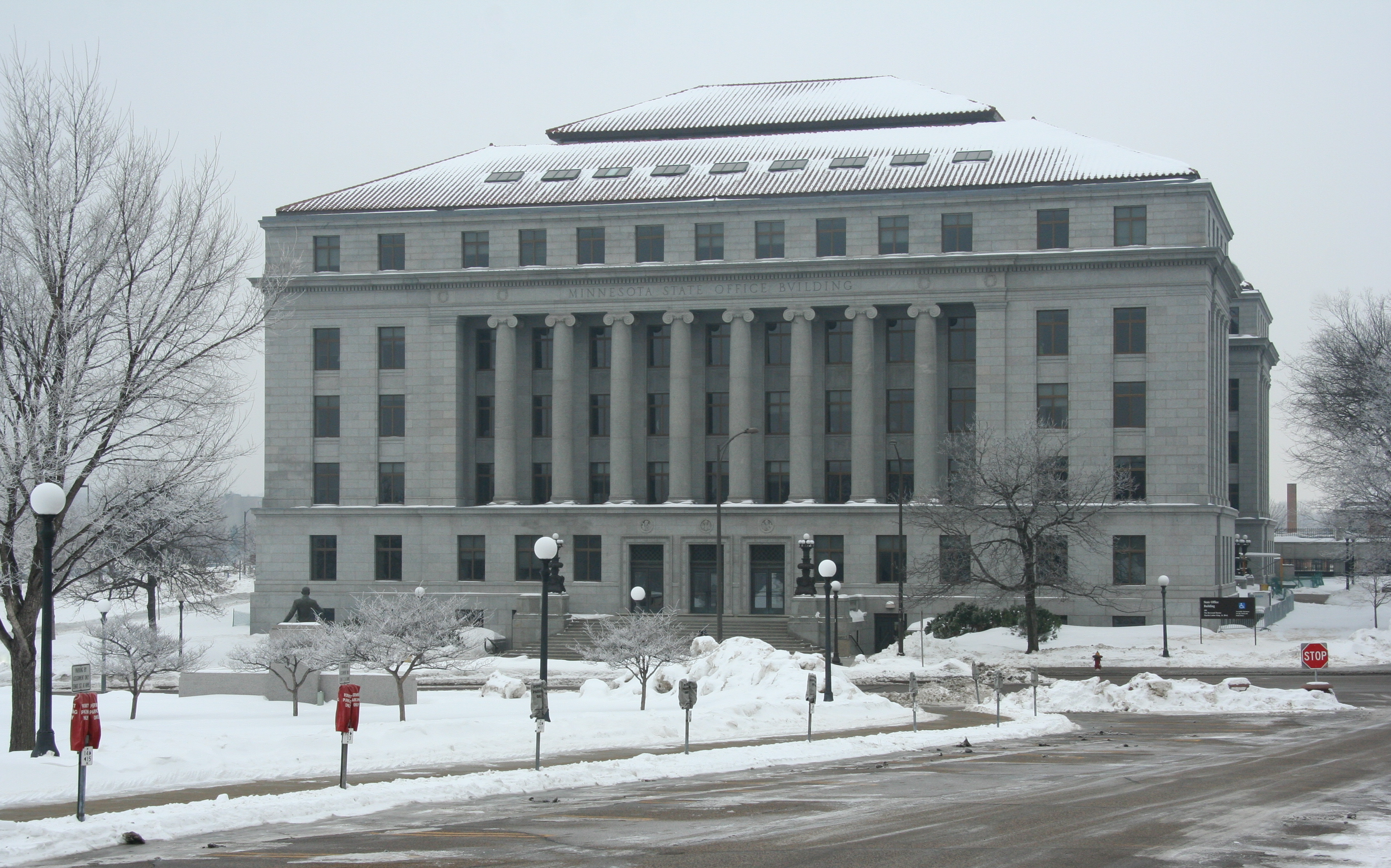
Будівля поруч із Капітолієм, в якій розташовуються кабінети представників
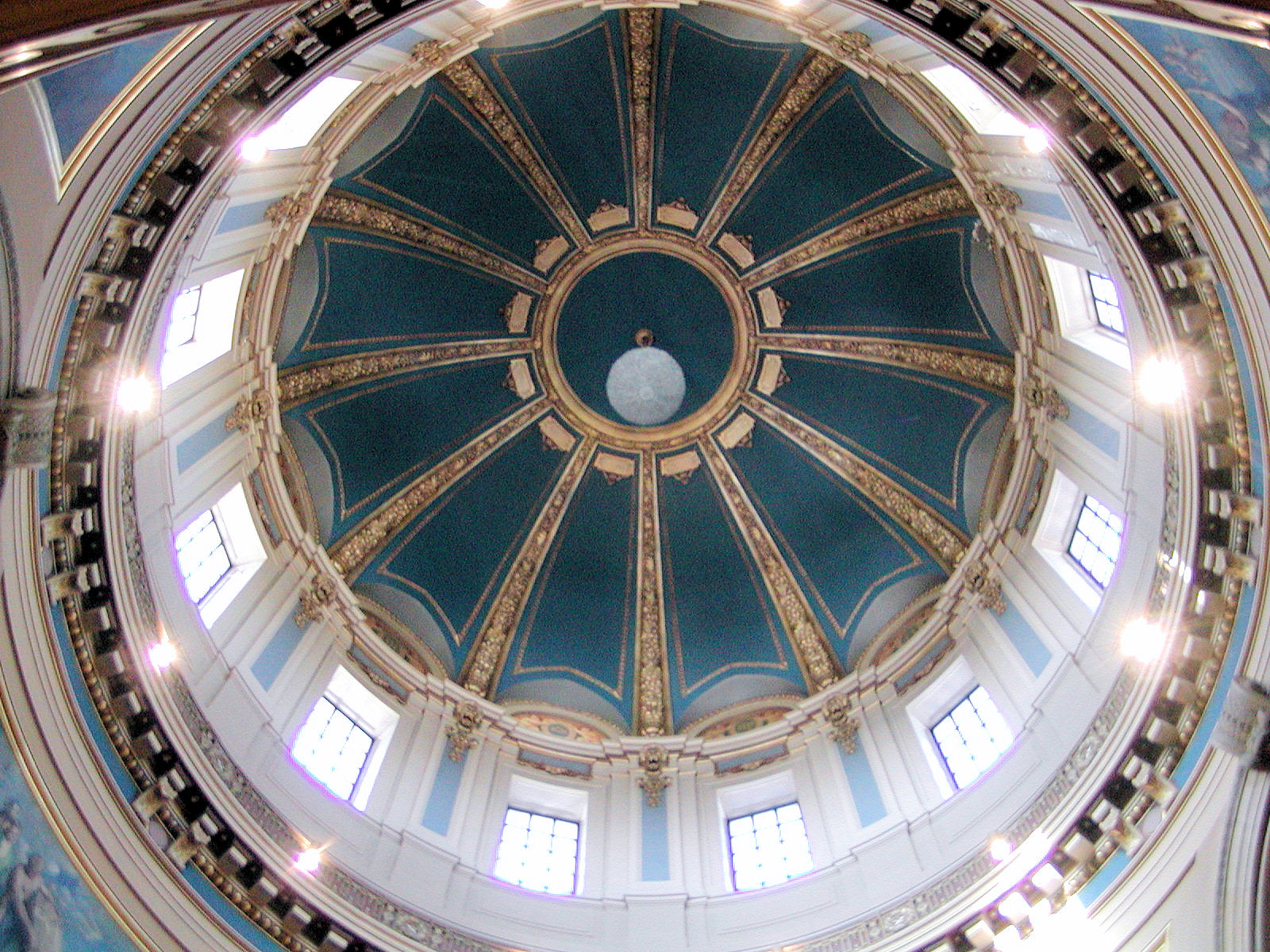
Купол Капітолія зсередини
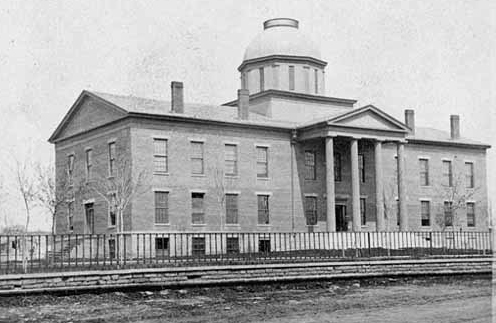
Перший Капітолій штату Міннесота
Мапа виборчих округів Сенату
Мапа виборчих округів Палати представників